# Pornografia della povertà

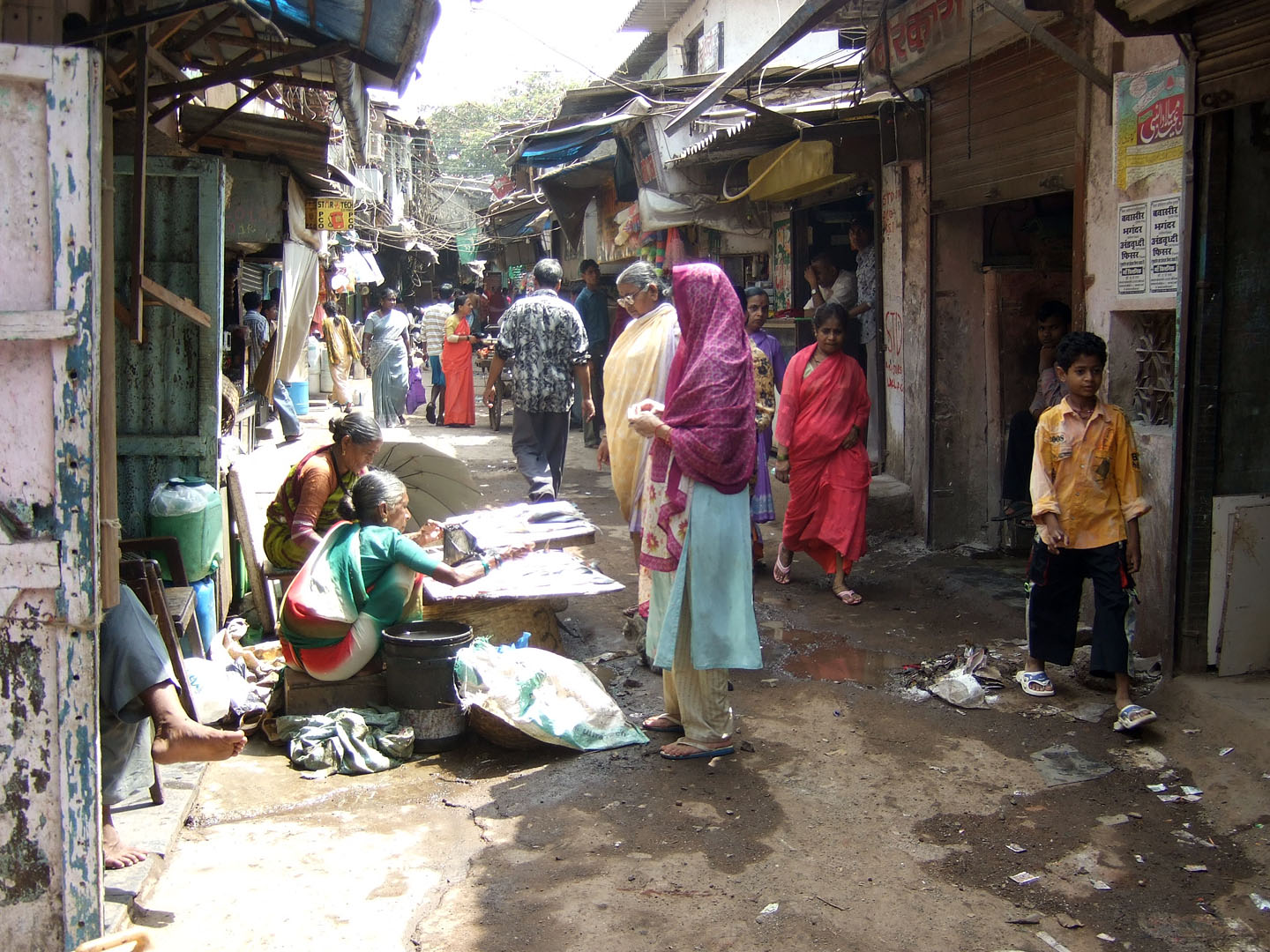
La baraccopoli Dharavi a Mumbai, in India, è stata al centro del film del 2008 The Millionaire

La pornografia della povertà, nota anche come porno della povertà (poverty porn), porno dello sviluppo, porno della fame (famine porn) o porno dello stereotipo (stereotype porn), è stata definita come "qualsiasi tipo di media, sia esso scritto, fotografato o filmato, che sfrutta la condizione di indigenza per generare la necessaria compassione per la vendita di giornali, aumentare le donazioni di beneficenza o sostenere una determinata causa".
Suggerisce anche che lo spettatore dei protagonisti sfruttati sia motivato dalla gratificazione degli istinti di base. È anche un termine critico applicato ai film che oggettificano le persone in povertà per intrattenere un pubblico privilegiato.

## Origini

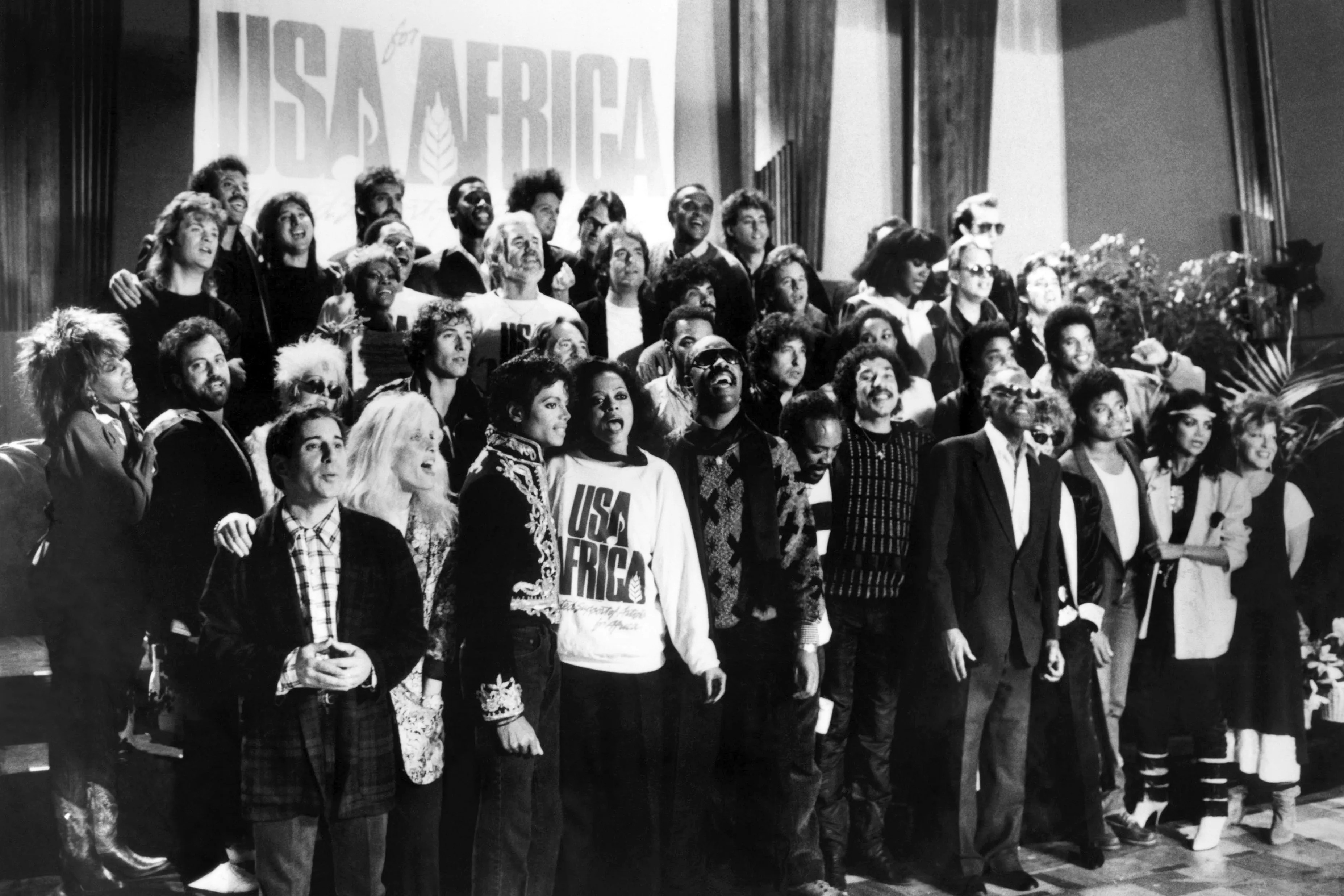
Gli USA for Africa la notte del 28 gennaio 1985 a Hollywood, durante la registrazione del brano We Are the World. Negli anni '80 la musica per beneficenza raggiunse la sua massima espansione e divenne un filone prevalente per alcuni anni nel mondo discografico.

Il concetto di pornografia della povertà è stato introdotto per la prima volta negli anni '80, noti come "l'età d'oro delle campagne di beneficenza". Le campagne di beneficenza durante questo periodo hanno fatto uso di immagini incisive, come immagini di bambini malnutriti con mosche negli occhi. Questa è diventata rapidamente una tendenza e nell'ambito della musica si sviluppò da metà anni '80 quella per beneficenza, con diverse campagne significative, come Live Aid e successivamente Pavarotti & Friends (e canzoni divenute popolari come We Are the World, Si può dare di più e altre ancora). Sebbene alcune di queste campagne abbiano avuto successo nella raccolta di fondi per beneficenza (oltre 150 milioni di dollari per aiutare a combattere la fame), alcuni osservatori hanno criticato l'approccio, sostenendo che semplificava eccessivamente la povertà cronica; questo apparente sensazionalismo è stato soprannominato dai critici "poverty porn".
Negli anni '80 i media hanno utilizzato quello che alcuni ritenevano un uso inappropriato dei bambini in condizioni di povertà. Tuttavia, verso la fine di quest'era sono emerse immagini più positive per raccontare le loro storie, anche se, negli ultimi anni, si è notato che vengono evidenziate ancora una volta immagini inquietanti.
Lo stesso termine "poverty porn" è stato introdotto anni dopo. Uno dei primi esempi è stata la recensione del film Le ceneri di Angela (1999), pubblicata nell'edizione di gennaio 2000 della newsletter elettronica Need to Know. In questa recensione, il termine non è stato definito, ma è stato usato per descrivere la rappresentazione della povertà nel film come "un pesante vomitevole porno sulla povertà".

## Nel campo della beneficenza
La pratica è controversa, poiché alcuni ritengono che sia uno sfruttamento, mentre altri lodano il modo in cui può consentire alle organizzazioni di raggiungere i propri obiettivi. È stato comune per organizzazioni di beneficenza come UNICEF e Oxfam ritrarre carestia, povertà e bambini per attirare simpatia e aumentare le donazioni.
Sebbene il porno sulla povertà possa essere visto come uno strumento per generare ulteriori donazioni, molti credono che deformi la realtà, in quanto ritrae l'immagine di una società impotente, interamente dipendente da altre società occidentali per sopravvivere, oltre ad essere eccessivamente voyeuristica.
È un dibattito comune se sia giustificabile o meno ritrarre stereotipi e usare il sensazionalismo per generare empatia. Chimamanda Ngozi Adichie, una scrittrice nigeriana, osserva che "Il problema con gli stereotipi non è che sono falsi, ma che sono incompleti. Fanno diventare una storia l'unica storia".
Durante le campagne di raccolta fondi, gli enti di beneficenza tentano di intervistare coloro che stanno cercando di aiutare, al fine di far passare la voce al pubblico in generale. Tuttavia, è comune per loro incontrare il continuo rifiuto da parte di coloro che si trovano in situazioni desolate di scattare foto o di condividere pubblicamente la propria storia traumatica. Ciò sottolinea ulteriormente il concetto che trovarsi in una situazione di disagio, per non dire miserabile, è vergognoso, e la pornografia della povertà nei media espone coloro che non hanno necessariamente il desiderio di essere esposti.
In un caso, questo "bisogno" di voci per giustificare questo stile di raccolta fondi ha portato un'organizzazione a creare "bambini bisognosi" immaginari e a inviare lettere emotive, "scritte da" questi individui inesistenti. La CNN ha smascherato una scuola nel South Dakota che ha raccolto milioni di dollari usando "il peggior porno della povertà", affermando che "una scuola gestita da non indiani sta raccogliendo una fortuna dagli stereotipi razziali".

## Nei media
Il porno della povertà viene utilizzato nei media attraverso immagini visivamente miserabili e inquietanti, che mirano a suscitare una sorta di emozione tra il suo pubblico. Si pensa comunemente, tuttavia, che esporre pubblicamente la miseria di una persona attraverso immagini, interviste e altri mezzi sia un'invasione inammissibile della privacy.
L'uso di una foto per etichettare un intero paese come indigente fa supporre erroneamente al pubblico che l'intero paese condivida la stessa storia.
Alli Heller, scrittrice e antropologa nigeriana, dice: "Immagina per un minuto di essere cronicamente incontinente. Ora immagina di non avere accesso a pannolini per adulti o assorbenti... Immagina come bruci l'acidità del flusso incessante di urina sulle tue cosce, screpolandoti la pelle e lasciandoti vulnerabile a dolorose infezioni. Immagina la vergogna che proveresti: un adulto incapace di evitare la piccola pozza di urina che lasceresti sulla sedia di un amico dopo una visita... Perché dobbiamo evidenziare i casi estremi in cui la norma è già abbastanza cattiva?"

## In politica
In Occidente, il poverty porn ha trovato un uso preminente anche nella sfera politica. Viene indicato dalla sinistra come un'espressione per le impressioni deliberatamente fuorvianti della vita dei poveri nel processo di vittimizzazione, mentre la destra utilizza il termine come parte della sua accusa nei confronti dello stato sociale.

## Nella cultura popolare
Il porno sulla povertà è molto esposto nella cultura pop odierna, poiché il concetto è diventato pervasivo nei film e negli spettacoli televisivi.

### Reality show
Il programma televisivo britannico The Hardest Grafter lo illustra in quanto ritrae 25 dei "lavoratori più poveri" della Gran Bretagna, tutti con l'obiettivo finale condiviso di vincere £ 15 000 attraverso il completamento di vari compiti. In questo caso, la povertà dei concorrenti attira un pubblico televisivo che, prima ancora dell'inizio dello spettacolo, è stato contestato poiché sono state presentate varie petizioni per fermare quella che si credeva fosse un "pubblico pervertito e un'operazione di lucro". È considerato non solo perverso, ma anche discriminatorio in quanto i concorrenti possono essere solo poveri.
La BBC Two ha risposto a queste accuse affermando che sarebbe stato un "serio esperimento sociale per mostrare quanto duramente lavorino coloro che fanno parte dell'economia a basso salario" così come "affrontare alcune delle questioni più urgenti del nostro tempo: perché la produttività britannica è così bassa?"
Un portavoce della società di produzione dello spettacolo, Twenty Twenty, ha affermato che: "lo spettacolo sfiderà e frantumerà ogni sorta di mito che circonda il settore dei disoccupati e dei salari bassi".
Broome, un creatore di reality show, sostiene di esporre le difficoltà di alcune famiglie e la loro capacità di andare avanti attraverso valori, amore e comunicazione. Assicura che preferirebbe di gran lunga creare questi spettacoli piuttosto che quelli come Jersey Shore che raffigura "un gruppo di sconosciuti del New Jersey mentre fanno festa per sei stagioni".